# Eva Stockhaus
Eva Hilda Maria Stockhaus, född 4 april 1919 i Råda, Göteborgs och Bohuslän, död 9 januari 2009 i Kungsholms församling, Stockholm, var en svensk fil. mag., tecknare och grafiker.

## Biografi
Eva Stockhaus var dotter till ingenjören Hugo Lindegrén och Gerda Lundell. Hon avlade en fil. mag i romanska språk och studerade därefter en kortare tid vid Konstfackskolan i Stockholm. Hon fortsatte därefter sina konststudier vid The Polytechnic School of Art i London och genom självstudier i Spanien och Orienten. Som grafiker var hon i huvudsak autodidakt. Till en början var hon verksam som tecknare men övergick efter hand till grafik med svartvita trägravyrer. Separat ställde hon bland annat ut på Stadshuset i Falkenberg 1964. Hon medverkade i Liljevalchs Stockholmssalonger, Föreningen Graphicas utställning Ung grafik i Lund 1965, Grafiska Sällskapets utställning på Konstnärshuset Stockholm och medverkat i Grafiktriennalerna 1968–1995, International Xylon 1976–1987 och i den årliga utställningen vid Royal Society of painters, etchers and engravers, från 1969–1973. Hennes konst består av naturalistiska blomstermotiv, fåglar landskap och fantasiteman med en dikt eller saga som inspirationskälla. Stockhaus är representerad vid Moderna museet, Malmö museum, Helsingborgs museum, Borås konstmuseum, Sala museum, Östergötlands museum, Kalmar konstmuseum, Victoria and Albert Museum i London, New York Public Library och Graphische Sammlung Albertina i Wien. År 1941 gifte hon sig med direktören Bengt Stockhaus.